# Líder Supremo do Irão
O líder supremo do Irão (português europeu) ou Irã (português brasileiro), também referido como líder supremo da Revolução Islâmica, mas oficialmente chamado de autoridade suprema da liderança, é o chefe de Estado e a mais alta autoridade política e religiosa do Irão (acima do presidente). As forças armadas, o judiciário, a rádio e televisão estatais, e outras organizações governamentais importantes como o Conselho dos Guardiães e o Conselho de Discernimento da Expediência estão subordinados ao líder supremo. Segundo a constituição, o líder supremo delineia as políticas gerais da República Islâmica, supervisionando os poderes legislativo, judiciário e executivo. O atual ocupante vitalício do cargo, Ali Khamenei, tem emitido decretos e tomado decisões finais sobre a economia, o meio ambiente, a política externa, a educação, o planejamento nacional e outros aspectos da governança no Irão. Khamenei também toma as decisões finais sobre o grau de transparência nas eleições e já demitiu e reconduziu indicados do gabinete presidencial.

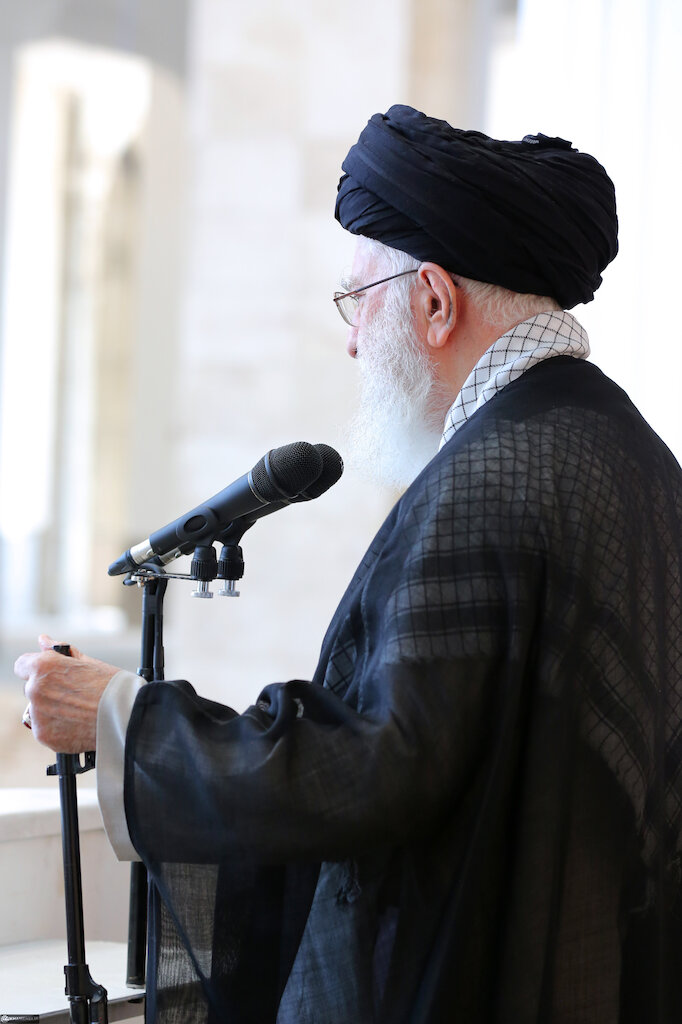
Ali Khamenei em 2024

O cargo foi estabelecido pela Constituição do Irão em 1979, conforme o conceito do Aiatolá Ruhollah Khomeini da Tutela do Jurista Islâmico, e é uma nomeação vitalícia. Originalmente, a constituição exigia que o líder supremo fosse Marja'-e taqlid, o clérigo de mais alta patente nas leis religiosas do Usulismo do Xiismo Doze-Imamita. Em 1989, entretanto, a constituição foi emendada e passou a exigir apenas "erudição" islâmica, permitindo que o líder supremo fosse um clérigo de patente inferior. Como Jurista Guardião (Vali-ye faqih), o líder supremo guia o país, protegendo-o de heresias e predadores imperialistas, e garantindo que as leis do Islã sejam seguidas. O estilo "Líder Supremo" (em persa: رهبر معظم) é comumente usado como sinal de respeito, embora a Constituição o denomine simplesmente como "Líder" (رهبر, rahbar). Segundo a constituição, a Assembleia dos Peritos é responsável por eleger (seguindo Khomeini), supervisionar e destituir o líder supremo. Na prática, a Assembleia nunca foi conhecida por desafiar ou fiscalizar publicamente qualquer decisão do líder supremo (todas as suas reuniões e anotações são estritamente confidenciais). Os membros da Assembleia são eleitos pelo povo em eleições e aprovados por órgãos (o Conselho dos Guardiões) cujos membros são indicados pelo líder supremo ou por um indivíduo (o chefe da justiça do Irão) nomeado pelo líder supremo.
Na história da República Islâmica do Irão, houve apenas dois líderes supremos: Khomeini, que ocupou o cargo de 1979 até sua morte em 1989, e Ali Khamenei, que ocupa o cargo há mais de 35 anos desde a morte de Khomeini.

## Mandato e status
O líder supremo do Irão é eleito pela Assembleia dos Peritos (em persa: مجلس خبرگان رهبری), que também é o único órgão governamental responsável pela escolha e destituição dos líderes supremos do Irão.
O líder supremo é o comandante em chefe das forças armadas e o chefe provisório dos três poderes do Estado (Judiciário, Legislativo e Executivo).
Ele supervisiona, nomeia (ou inaugura) e pode destituir os seguintes cargos:
- Inaugura o presidente e pode, juntamente com a maioria de dois terços do Parlamento, destituí-lo.
- O Chefe da Justiça do Irão (chefe do Poder Judiciário, (em persa: قوه قضائیه)), geralmente membro da Assembleia dos Peritos, para um mandato de 8 anos.
- Os membros do Conselho de Discernimento da Expediência para um mandato de 5 anos.
- Os membros do Conselho Supremo da Revolução Cultural.
- 6 dos 12 membros do Conselho dos Guardiões, escolhidos entre os membros da Assembleia dos Peritos; os outros 6 são escolhidos pelo Parlamento entre candidatos juristas islâmicos indicados pelo Chefe da Justiça do Irão, que por sua vez é nomeado pelo líder supremo.[20][21]
- Ministros da defesa, inteligência, relações exteriores, interior e ciência.
- Dois representantes pessoais no Conselho Supremo de Segurança Nacional.[22]
- Pode delegar representantes para todos os ramos do governo, que em 2018 eram cerca de 2000 representantes.[23]
- O diretor-geral da Radiotelevisão da República Islâmica do Irã, para um mandato de 8 anos.
- O chefe da Fundação dos Mártires e dos Veteranos.
- Os imãs da oração de sexta-feira de cada capital de província (com o conselho de todos os Marja') vitaliciamente.
- Forças Armadas da República Islâmica do Irão:
  - O Chefe do Estado-Maior das Forças Armadas da República Islâmica do Irão.
  - O Comandante do Exército da República Islâmica do Irão.
  - O Comandante da Marinha da República Islâmica do Irão.
  - O Comandante da Força Aérea da República Islâmica do Irão.
  - O Comandante da Força de Defesa Aérea da República Islâmica do Irão.
  - Corpo de Guardas da Revolução Islâmica (IRGC):
    - O Comandante do IRGC.
    - O Comandante das Forças Terrestres do IRGC.
    - O Comandante da Marinha do IRGC.
    - O Comandante da Força Aeroespacial do IRGC.
    - O Comandante da Força Quds do IRGC.
    - O Comandante da Organização Basij.

  - O Comandante do Comando da Lei e Ordem.
- Chefes das Unidades de Contrainteligência.
- Chefes das Unidades de Inteligência.
- Aprova os membros eleitos da Assembleia dos Peritos.[24][25]

A política regional do Irão é controlada diretamente pelo gabinete do líder supremo, com o Ministério das Relações Exteriores limitado a tarefas protocolares e cerimoniais. Por exemplo, todos os embaixadores do Irão em países árabes são escolhidos pela Força Quds, que responde diretamente ao líder supremo.
De acordo com a constituição, todos os líderes supremos (seguindo o Aiatolá Khomeini) devem ser eleitos pela Assembleia dos Peritos, cujos membros são eleitos pelos eleitores iranianos para mandatos de oito anos. No entanto, todos os candidatos à Assembleia dos Peritos (assim como os candidatos à presidência e ao Majlis, o parlamento) devem ter suas candidaturas aprovadas pelo Conselho dos Guardiões — em 2016, 166 candidatos foram aprovados pelos Guardiões entre 801 que se candidataram. Os membros do Conselho Guardião são metade nomeados unilateralmente pelo líder supremo e metade sujeitos à confirmação do Majlis após serem nomeados pelo chefe da justiça do Irão, que por sua vez é nomeado pelo líder supremo do Irão. A Assembleia nunca questionou o líder supremo. Houve casos em que o Conselho Guardião revogou sua proibição a certas pessoas após ordens de Khamenei.
O líder supremo é legalmente considerado "invulnerável", com iranianos sendo rotineiramente punidos por questioná-lo ou insultá-lo.